# New York Independent Theater Awards
Die New York Independent Theater Awards (auch bekannt als NYIT Awards und IT Awards) sind New Yorker Theater Auszeichnungen.

## Geschichte
Die NYIT Awards werden seit September 2005 jährlich von der League of Independent Theater verliehen. Mit den Auszeichnungen werden Personen und Organisationen des New Yorker Off-Off-Broadway Theaters geehrt, die herausragende Leistungen im Theater erbracht haben. Sie wurden 2004 als The New York Innovative Theatre Awards von der New York Innovative Theatre Foundation ins Leben gerufen. Nach der 2022 erfolgten Fusion der NYITF mit der League of Independent Theater wurde der Preis in New York Independent Theater Awards umbenannt.

## Kategorien

### Künstlerische Auszeichnungen
Die Awards für die künstlerischen Auszeichnungen wurden bis 2022 als New York Innovative Theater Awards vergeben.
- Outstanding Ensemble
- Outstanding Solo Performance
- Outstanding Actor In A Lead Role
- Outstanding Actress In A Lead Role
- Outstanding Actor In A Featured Role
- Outstanding Actress In A Featured Role
- Outstanding Choreography / Movement
- Outstanding Director
- Outstanding Set Design
- Outstanding Lighting Design
- Outstanding Costume Design
- Outstanding Sound Design
- Outstanding Original Music
- Outstanding Original Short Script
- Outstanding Original Full-Length Script
- Outstanding Performance Art Production
- Outstanding Production of a Musical
- Outstanding Production of a Play

### Ehrenpreise
- Der Artistic Achievement Award – für bedeutende künstlerische Beiträge zur Off-Off-Broadway-Community.
- Der Ellen Stewart Award – für bedeutende Beiträge zur Off-Off-Broadway-Community durch Service, Unterstützung und Führung.
- Der Caffe Cino Fellowship Award – für die kontinuierliche Produktion herausragender Arbeit.
- Der Outstanding Stage Manager Award
- Der Indie Theater Champion Award – für die Förderung der unabhängigen Theatergemeinschaft durch positive soziale Gerechtigkeitsmaßnahmen im vergangenen Jahr.
- Der Everett Quinton Award[7]